# مونت‌گومری (جورجیا)
مونت‌گومری (به انگلیسی: Montgomery) یک منطقهٔ مسکونی در ایالات متحده آمریکا است که در شهرستان چاتهام، جورجیا واقع شده‌است. مونت‌گومری ۱۵٫۷ کیلومتر مربع مساحت و ۴٬۵۲۳ نفر جمعیت دارد و ۵ متر بالاتر از سطح دریا واقع شده‌است.